# Primeiro-ministro da Papua-Nova Guiné
O Primeiro-ministro da Papua-Nova Guiné é o chefe de governo da Papua-Nova Guiné, sendo consequentemente o líder do partido ou coligação com apoio maioritário no Parlamento Nacional.
O político James Marape é o atual primeiro-ministro da Papua-Nova Guiné, desde 30 de maio de 2019, sucedendo, deste modo, seu antecessor Peter O'Neill que permaneceu quase 8 anos no cargo.

## Primeiros-ministros
| Incumbente | Incumbente | Incumbente     | Mandato                | Mandato                | Partido                          |
| Incumbente | Incumbente | Incumbente     | Início                 | Fim                    | Partido                          |
| ---------- | ---------- | -------------- | ---------------------- | ---------------------- | -------------------------------- |
| 1          |            | Michael Somare | 16 de Setembro de 1975 | 11 de Março de 1980    | Partido Pangu                    |
| 2          |            | Julius Chan    | 11 de Março de 1980    | 2 de Agosto de 1982    | Partido Popular Progressista     |
| (1)        |            | Michael Somare | 2 de Agosto de 1982    | 21 de Novembro de 1985 | Partido Pangu                    |
| 3          |            | Paias Wingt    | 21 de Novembro de 1985 | 4 de Julho de 1988     | Movimento Democrático Popular    |
| 4          |            | Robbie Namaliu | 4 de Julho de 1988     | 17 de Julho de 1992    | Partido Pangu                    |
| (3)        |            | Paias Wingt    | 17 de Julho de 1992    | 30 de Agosto de 1994   | Movimento Democrático Popular    |
| (2)        |            | Julius Chan    | 30 de Agosto de 1994   | 27 de Março de 1997    | Partido Popular Progressista     |
| 5          |            | John Giheno    | 27 de Março de 1997    | 2 de Junho de 1997     | Partido Popular Progressista     |
| (2)        |            | Julius Chan    | 2 de Junho de 1997     | 22 de Julho de 1997    | Partido Popular Progressista     |
| 6          |            | Bill Skate     | 22 de Julho de 1997    | 14 de Julho de 1999    | Partido do Congresso Nacional    |
| 7          |            | Mekere Morauta | 14 de Julho de 1999    | 5 de Agosto de 2002    | Partido do Movimento Democrático |
| (1)        |            | Michael Somare | 5 de Agosto de 2002    | 2 de Dezembro de 2011  | Partido da Aliança Nacional      |
| -          |            | Sam Abal       | 13 de Dezembro de 2010 | 2 de Agosto de 2011    | Partido da Aliança Nacional      |
| 8          |            | Peter O'Neil   | 2 de Agosto de 2011    | 29 de Maio de 2019     | Partido Nacional Congressista    |
| 9          |            | James Marape   | 30 de Maio de 2019     | Presente               | Partido Pangu                    |